# 條紋赤尾冬
條紋赤尾冬（学名：Scolopsis taenioptera），又名條紋眶棘鱸、紅尾冬仔，为金線魚科眶棘鱸屬下的一个种,為可食用魚類。體長橢圓形，側扁；頭端尖細，頭背幾成直線，兩眼間隔區不隆突。條紋赤尾冬全年皆有產，可利用手釣或在礁岩外砂地放流刺網捕獲，捕獲數量多，具經濟價值。 

## 扩展阅读
- 維基物種上的相關：條紋赤尾冬